# Svinica (Košice-okolie)
Svinica es un municipio del distrito de Košice-okolie en la región de Košice, Eslovaquia, con una población estimada a final del año 2024 de 1010 habitantes.
Se encuentra ubicado en el centro de la región, en la cuenca hidrográfica del río Sajó (afluente derecho del Tisza) y cerca de la frontera con la región de Prešov y con Hungría.

## Demografía
| Año        | 1994 | 2004     | 2014    | 2024     |
| ---------- | ---- | -------- | ------- | -------- |
| Población  | 657  | 824      | 853     | 1010     |
| Diferencia |      | +25,41 % | +3,51 % | +18,40 % |

| Año        | 2023 | 2024    |
| ---------- | ---- | ------- |
| Población  | 1008 | 1010    |
| Diferencia |      | +0,19 % |